# Lactase

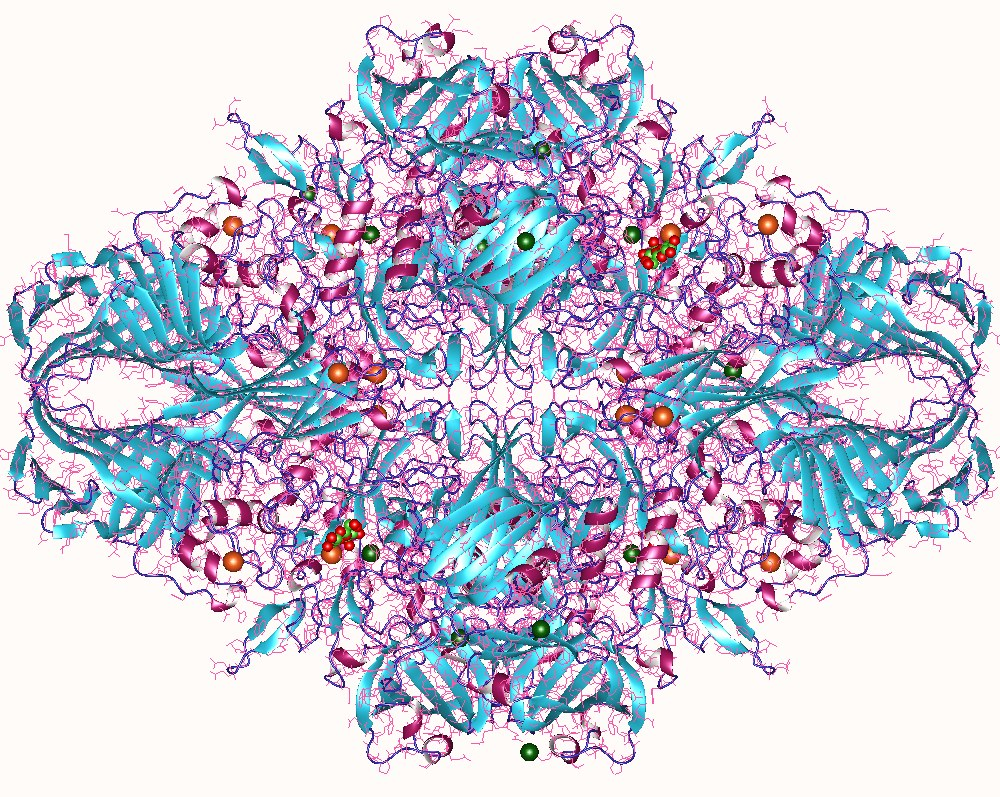
Lactase tetramer, E.Coli.

A lactase é uma enzima que catalisa a hidrólise da lactose em glicose e galactose. Faz parte da secreção intestinal de mamíferos jovens e é essencial para a digestão do leite. Nos adultos que deixam de tomar leite, a produção dessa enzima pode diminuir e causar dificuldade para digerir o leite ou intolerância à lactose.
A incapacidade de digerir a lactose pode ser facilmente suspeitada em adultos ou adolescentes que desenvolvem sintomas gastrointestinais após a ingestão de leite. Pode ser confirmado pela pesquisa de acidez ou substâncias redutoras nas fezes após ingestão do leite e pela ausência de sintomas após a ingestão de leite isento de lactose. 

O teste laboratorial utilizado na prática clínica para o diagnóstico de intolerância à lactose é o teste de tolerância à lactose que consiste em monitorar a glicose sanguínea após uma dose oral de lactose. O teste é considerado positivo se as medidas de glicemia não demonstrarem uma elevação de 18 mg/dL entre a glicemia de jejum inicial e as glicemias consecutivas realizadas 20, 40 e 80 minutos.